# Amt Altdöbern
Das Amt Altdöbern ist ein 1992 gebildetes Amt im Landkreis Oberspreewald-Lausitz des Landes Brandenburg, in dem sich ursprünglich 14 Gemeinden in den damaligen Kreisen Calau und Senftenberg zu einem Verwaltungsverbund zusammengeschlossen haben. Sitz der Amtsverwaltung ist die Gemeinde Altdöbern. Durch Gemeindezusammenschlüsse und Umgliederungen hat das Amt heute noch fünf Gemeinden.

## Geographische Lage
Das Amt liegt im Zentrum des Landkreises Oberspreewald-Lausitz und grenzt im Norden an die amtsfreie Stadt Calau und die amtsfreie Stadt Vetschau/Spreewald, im Osten an die amtsfreien Städte Drebkau und Welzow (Landkreis Spree-Neiße), im Süden an die amtsfreie Stadt Großräschen und die amtsfreie Stadt Senftenberg sowie im Süden und im Westen an das Amt Kleine Elster (Niederlausitz). Altdöbern liegt nahe dem Spreewald.

## Gemeinden und Ortsteile
Das Amt Altdöbern verwaltet derzeit fünf Gemeinden:
- Altdöbern mit den Ortsteilen Reddern und Ranzow
- Bronkow mit den Ortsteilen Lug und Lipten
- Luckaitztal mit den Ortsteilen Gosda, Schöllnitz, Buchwäldchen und Muckwar
- Neupetershain (niedersorbisch Nowe Wiki)
- Neu-Seeland (Nowa Jazorina) mit den Ortsteilen Bahnsdorf (Bobošojce), Lindchen (Lindow), Lubochow (Lubochow) und Ressen (Rašyn)

## Geschichte
Am 17. September 1992 erteilte der Minister des Innern des Landes Brandenburg seine Zustimmung zur Bildung des Amtes Altdöbern mit Sitz in Altdöbern. Als Zeitpunkt des Zustandekommens des Amtes wurde der 1. Oktober 1992 festgelegt. Zum Zeitpunkt der Gründung umfasste das Amt die folgenden Gemeinden in den damaligen Kreisen Calau und Senftenberg (in der Reihenfolge ihrer Nennung im Amtsblatt):
1. Altdöbern
2. Buchwäldchen
3. Gosda
4. Lipten
5. Lug
6. Muckwar
7. Ranzow
8. Reddern
9. Schöllnitz
10. Neupetershain
11. Lindchen
12. Ressen
13. Lubochow
14. Bahnsdorf

Zum 1. Februar 2002 wurden die Gemeinden Ranzow und Reddern in die Gemeinde Altdöbern eingegliedert. Zum gleichen Zeitpunkt bildeten die Gemeinden Bahnsdorf, Lindchen, Lubochow und Ressen die neue Gemeinde Neu-Seeland. Zum 31. März 2002 schlossen sich die Gemeinden Buchenwäldchen, Gosda, Muckwar und Schöllnitz zur neuen Gemeinde Luckaitztal zusammen.
Die Gemeinde Bronkow (Amt Calau) erhielt zunächst am 26. April 2002 die Genehmigung zur Bildung der neuen Gemeinde Bronkow zusammen mit den Gemeinden Lipten und Lug zum 1. Juli 2002 und wollte in das Amt Altdöbern wechseln. Die Genehmigung zur Bildung einer neuen Gemeinde Bronkow wurde aber am 12. Juni 2002 aufgehoben. Erst am 26. September 2002 genehmigte das Innenministerium den Zusammenschluss der drei Gemeinden und den Wechsel der neuen Gemeinde Bronkow in das Amt Altdöbern. Der Zusammenschluss wurde erst zum 26. Oktober 2003 rechtswirksam. Damit hatte das Amt Altdöbern nur noch fünf amtsangehörige Gemeinden.

## Bevölkerungsentwicklung
| Jahr | Einwohner |
| ---- | --------- |
| 1992 | 8 357     |
| 1995 | 7 785     |
| 2000 | 7 529     |
| 2005 | 7 172     |
| 2010 | 6 203     |
| 2015 | 5 789     |

| Jahr | Einwohner |
| ---- | --------- |
| 2020 | 5 524     |
| 2021 | 5 510     |
| 2022 | 5 439     |
| 2023 | 5 404     |
| 2024 | 5 334     |

Gebietsstand des jeweiligen Jahres, Einwohnerzahl: Stand 31. Dezember, von 2011 bis 2021 auf Basis des Zensus 2011, ab 2022 auf Basis des Zensus 2022

## Politik

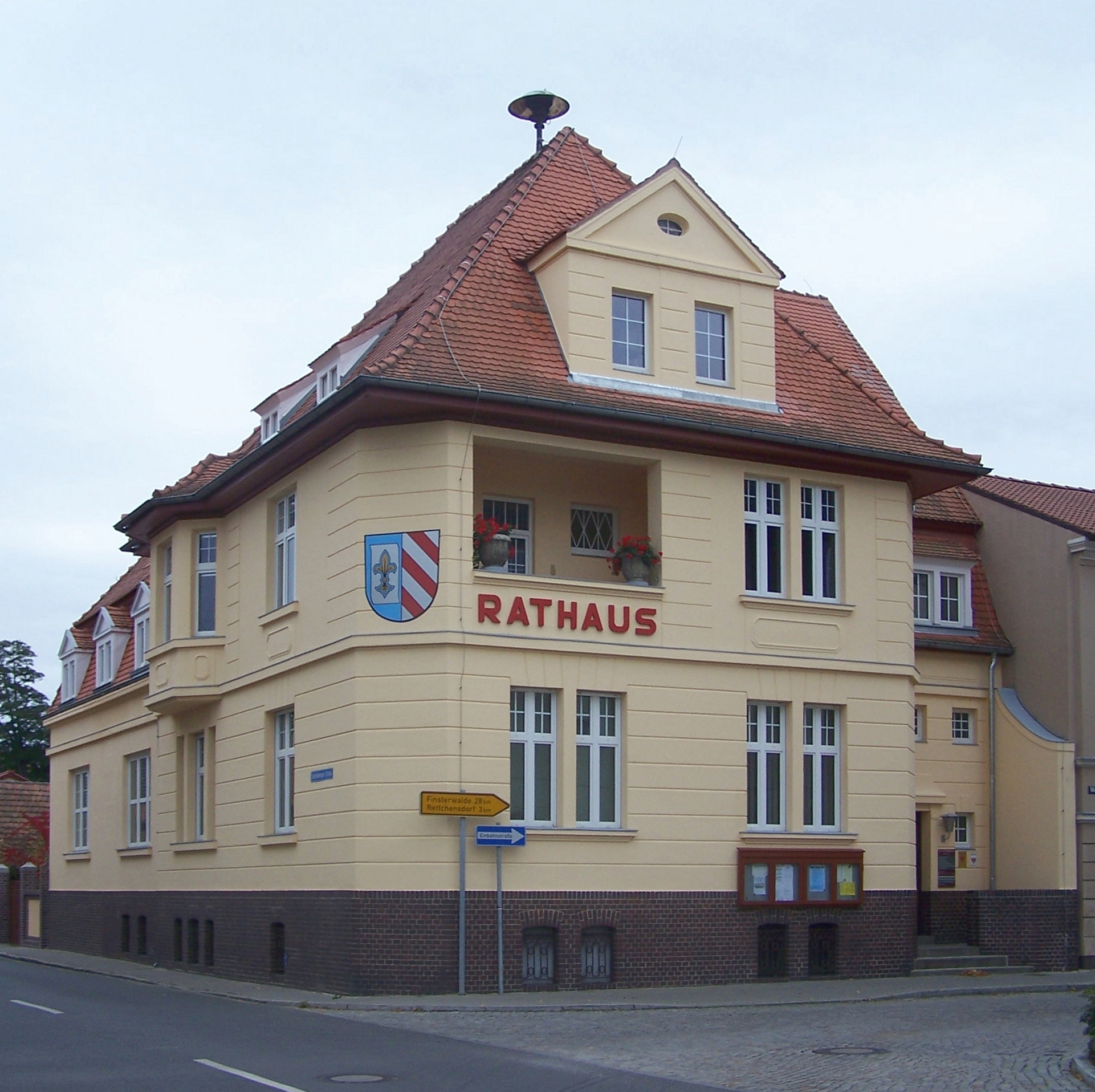
Das Altdöberner Rathaus ist auch Sitz der Amtsverwaltung

### Amtsdirektoren
- 1992–2001: Bernd Löber (CDU)[14]
- 2001–2017: Detlef Höhl (SPD)[15]
- 2018–2024: Frank Neubert
- seit 2025: Stefan Reiter

Neubert wurde am 26. März 2018 durch den Amtsausschuss zum neuen Amtsdirektor gewählt. Im November 2024 wurde Neuberts Antrag auf Versetzung in den vorzeitigen Ruhestand stattgegeben, seine Amtszeit endete am 31. Dezember 2024.
Am 5. Mai 2025 wählte der Amtsausschuss Stefan Reiter zum neuen Amtsdirektor. Er trat das Amt am 1. Juli 2025 an, seine Amtszeit beträgt acht Jahre.

### Wappen, Flagge und Dienstsiegel
| Wappen von Amt Altdöbern | Blasonierung: „Unter einem wellenförmig blau-silbern geteilten Schildhaupt in Schwarz ein silbernes Schaufelrad, dessen vier schräggekreuzte Speichen von einem Herzschild überdeckt sind (in Blau schräggekreuzt zwei silberne Hämmer).“ |
| Wappen von Amt Altdöbern | Das Wappen wurde vom Heraldiker Karl-Heinz Fritze aus Niederorschel gestaltet und am 25. September 2008 durch das Ministerium des Innern genehmigt.                                                                                       |

Die Flagge ist Blau – Weiß – Blau (1:2:1) gestreift und mittig mit dem Amtswappen belegt.
Das Dienstsiegel zeigt das Amtswappen mit der Umschrift: „AMT ALTDÖBERN • LANDKREIS OBERSPREEWALD-LAUSITZ“.

## Verkehr

### Straßenverkehr
Das Amt Altdöbern ist durch die Anschlussstelle Bronkow an der Bundesautobahn 13 an das Autobahnnetz angebunden. Im Südosten führt die Bundesstraße 169 durch das Amtsgebiet.

### Schienenverkehr
- Altdöbern und Luckaitztal: Regional-Express RE 7 Dessau–Berlin–Senftenberg
- Neupetershain: Regional-Express RE 18 Cottbus – Ruhland – Dresden und RB 49 Cottbus – Ruhland – Falkenberg (Elster)
- Bahnsdorf: RB 49 Cottbus – Ruhland – Falkenberg (Elster)

### Busverkehr
Es bestehen zahlreiche Busverbindungen innerhalb des Amtes und ins nähere Umland.

## Bildung
Im Amt Altdöbern liegt die Lilien-Grundschule Altdöbern (Ganztagsschule) mit Hort. Die Grundschule in Neupetershain wurde nach dem Schuljahr 2009/10 mit der Grundschule in Welzow zusammengelegt. Mehrere Ortsteile der Gemeinde Luckaitztal gehören zum Einzugsbereich der Lindengrundschule Missen.
Im Bereich des Amtes gibt es keine Oberschulen. Kinder, die auf Oberschulen gehen, fahren nach Calau oder Großräschen. Die Allgemeine Förderschule Altdöbern mit Hort, Geschwister-Scholl-Str. 25, ist seit dem Sommer 2010 geschlossen. Die Schüler besuchen andere Schulen des Landkreises.